# Andrea Csávás
Andrea Júlia Csávás, coniugata Szakállné (Budapest, 23 dicembre 1966), è un'ex cestista ungherese.

## Carriera
Con l'Ungheria ha disputato tre edizioni dei Campionati europei (1991, 1993, 1995), vincendo una medaglia di bronzo.